# Fernão Mendes Pinto
Pour les articles homonymes, voir Pinto.
Fernão Mendes Pinto (Montemor-o-Velho, c. 1511 — Almada, Pragal, 8 juillet 1583) est un écrivain, soldat, diplomate, aventurier et explorateur portugais, qui figure parmi les premiers Européens à avoir foulé le sol japonais. 
Sa Pérégrination, qui témoigne de l'épopée collective des Portugais en Orient, est actuellement considérée comme l'un des plus grands récits de voyage du XVIe siècle,. Traduite dans la plupart des langues européennes dès le XVIIe siècle,,, elle est un classique de la littérature portugaise, et elle figure à ce titre à la septième place sur la "Liste des 50 œuvres essentielles de la littérature portugaise" établie en 2016 par le très prestigieux Diário de Notícias. Elle est également une source historique fondamentale pour la connaissance des sociétés asiatiques de la période Moderne. En plus de son œuvre monumentale, Mendes Pinto laisse deux lettres, l'une écrite à Malacca datée du 5 décembre 1554, et l'autre écrite à Macao datée du 20 novembre 1555.
Symbole de la Renaissance et de l'Âge d'or du Portugal, Fernão Mendes Pinto est un écrivain majeur de la littérature portugaise et mondiale. Il a contribué, aux côtés de son contemporain le poète Luís de Camões, à enrichir et à faire évoluer la langue portugaise,. Il laisse par ailleurs un témoignage essentiel sur les mœurs populaires dans les Indes portugaises. 
Il a reçu d'innombrables hommages au Portugal et dans le monde. Il est l'un des personnages représentés sur le Monument aux Découvertes de Belém, inauguré en 1960 à Lisbonne. Une statue sculptée par António Duarte, inaugurée le 31 décembre 1983, est érigée en son honneur à Pragal, dans la ville d'Almada. Son nom est également attribué à la place sur laquelle elle figure, le Largo Fernão Mendes Pinto, entre la rue Cidade de Ostrava et la rue Direita, près de l'école primaire de Pragal. 
En 2011, le Portugal célèbre les 500 ans de sa naissance en faisant frapper une pièce commémorative de 2 euros. La TAP-Air Portugal lui rend également hommage en attribuant son nom à l'un de ses aéronefs. Un grand nombre d'écoles portent son nom dans le monde lusophone. Il existe en outre des rues Fernão Mendes Pinto un peu partout dans le monde, à Lisbonne, Porto, Montemor-o-Velho, Guimarães, Portimão, Ovar, Freixo de Espada à Cinta et Loures au Portugal, à Rio de Janeiro et São Paulo au Brésil, à Luanda en Angola, à Maputo au Mozambique et à Macao en Chine.

## Naissance et départ pour l'océan Indien

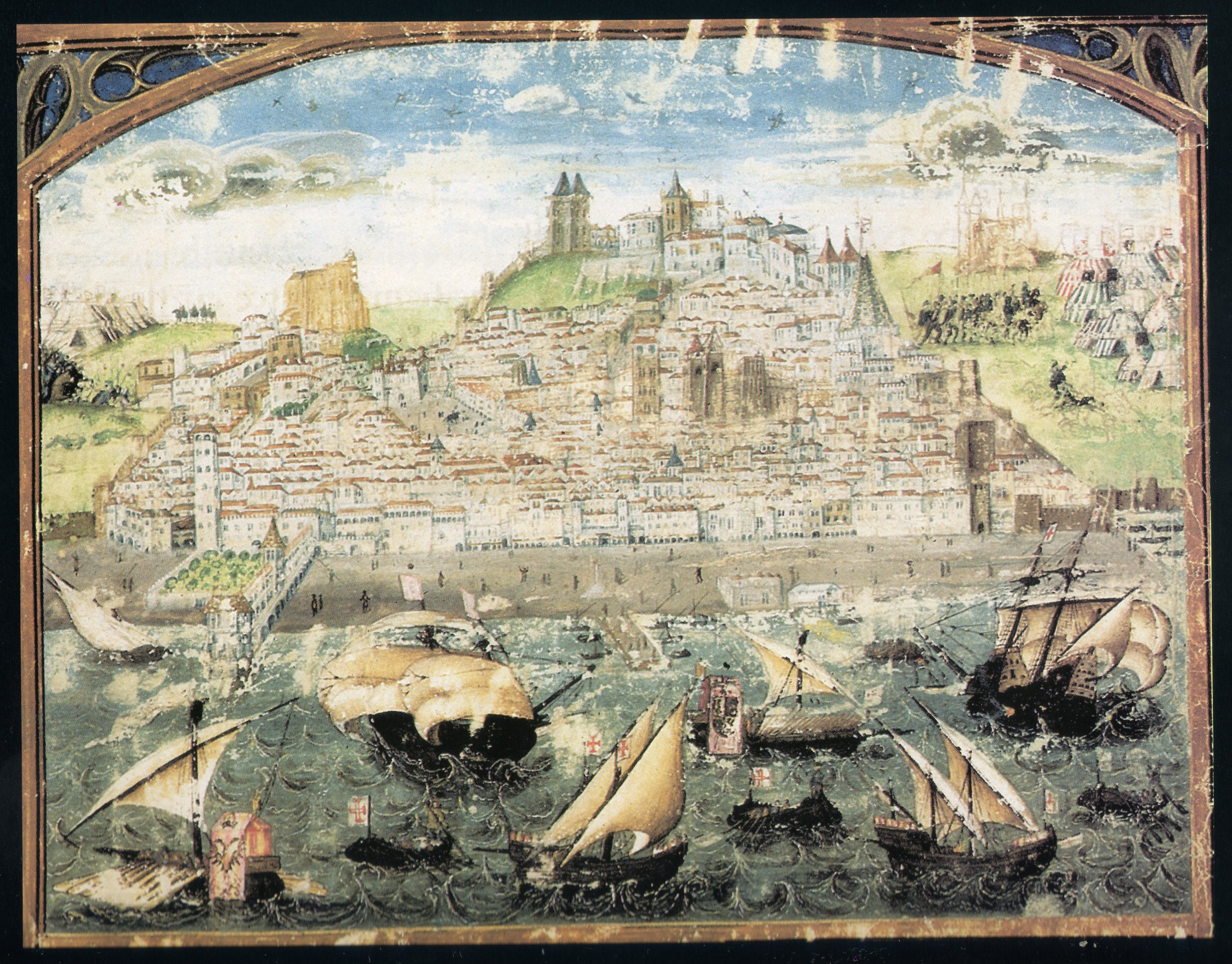
Lisbonne au début du XVIe siècle, tiré de la Crónica de Dom Afonso Henriques, de Duarte Galvão.

Fernão Mendes Pinto naît en 1511 à Montemor-o-Velho, dans la province de Beira Litoral. Issu d'une famille pauvre, il a deux frères et au moins deux sœurs. Alors qu'il est encore très jeune, le 13 décembre 1521, un oncle l'emmène à Lisbonne et le met au service de la maison de George de Lancastre, fils bâtard du roi Jean II de Portugal (D. João II), duc de Coimbra, Grand-Amiral du Portugal, maître de Santiago, et administrateur de l'ordre Saint Benoît d'Avis. Il y reste durant presque cinq ans et devient même pendant deux ans garçon de chambre (moço de câmara) attaché directement au service de George lui-même, à Setúbal, poste plus élevé que de ce que laissait augurer la situation économique précaire de sa famille.
Cependant, en butte à des problèmes dans le cadre de son service, il est forcé de fuir et s'embarque le 11 mars 1537 pour l'Orient où il pense retrouver des membres de sa famille. Des lettres prouvent que son frère Álvaro est présent à Malacca en 1551 et d'autres indiquent que son autre frère a souffert le martyre dans cette même ville. Un riche cousin, Francisco García de Vargas, est présent à Cochin en 1557. À l'époque, l'expatriation vers l'océan Indien est une pratique courante pour échapper à la justice.

## L'épopée en Orient
De 1537 à 1558, tour à tour trafiquant, naufragé, pirate, mercenaire à la solde des gouvernants locaux, esclave, négociant aisé, ambassadeur, « treize fois captif et dix-sept fois vendu », il voyage en Abyssinie, parcourt l'Arabie, l'Inde, Malacca, Sumatra, Java, l'actuelle Birmanie, le Siam, le Tonkin, la Chine et le Japon.

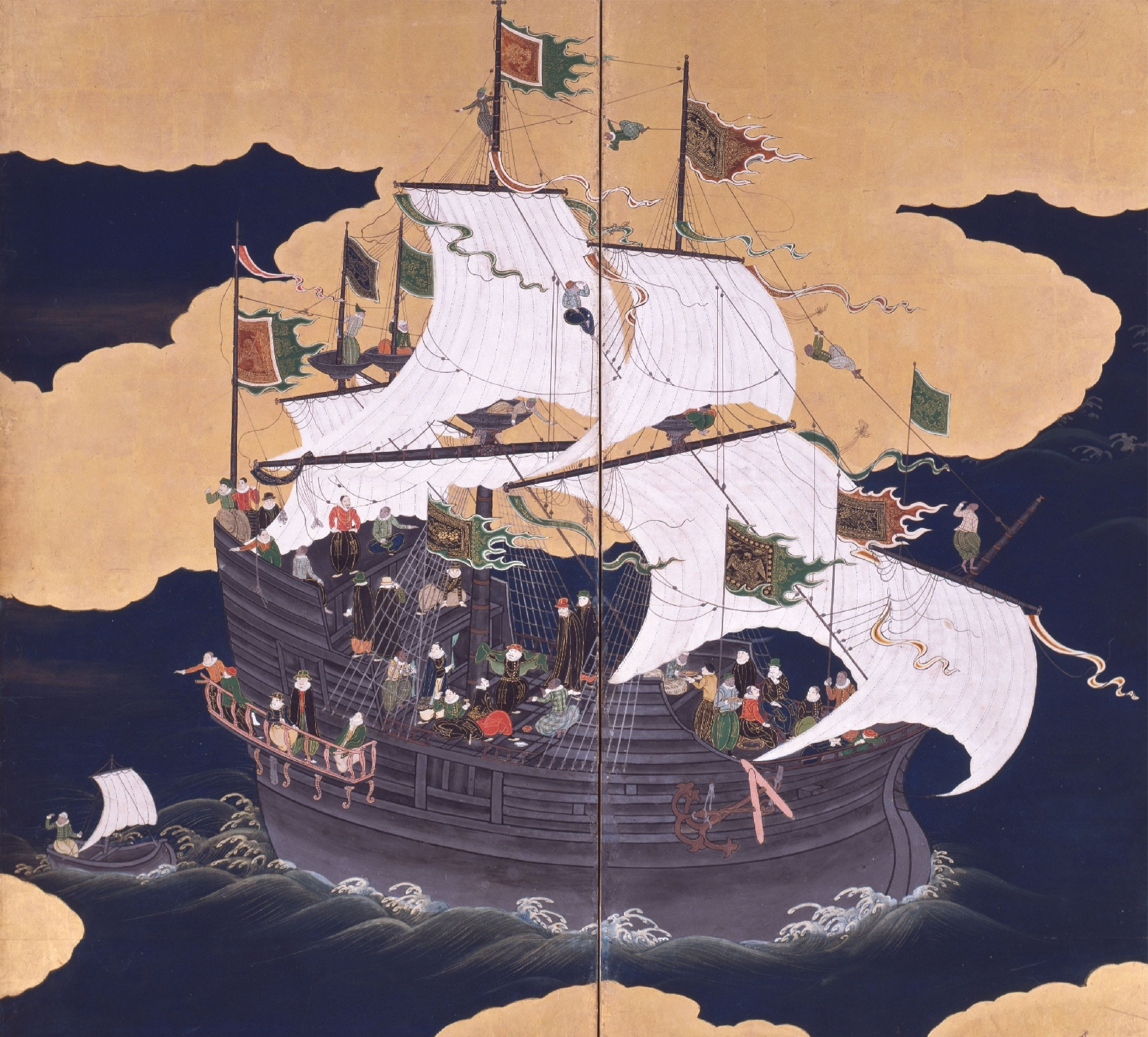
Une caraque portugaise à Nagasaki, XVIIe siècle.

Si l'on se base sur sa relation, la Peregrinação (Pérégrination), peu de temps après son arrivée, alors qu'il est réquisitionné par la Couronne portugaise pour effectuer une expédition en mer Rouge en 1538, « Mendes Pinto participe à un combat naval contre les Ottomans, où il est fait prisonnier et vendu à un Grec, [puis] par celui-ci à un Juif qui l'emmène à Ormuz, où il [est] racheté par des Portugais. » Après un passage par Goa, la capitale des Indes portugaises, il accompagne le capitaine Pedro de Faria à Malacca. Partant de Malacca, il parcourt, pendant vingt-et-un ans, les côtes de Birmanie, du Siam, de l'archipel de la Sonde, des Moluques, de la Chine et du Japon. 
Il pratique notamment la piraterie avec le pirate Antonio de Faria au large du Champa et de la Chine des Ming. Il fréquente les communautés de mercenaires portugais de Birmanie et de Thaïlande. Ayant rejoint la communauté marchande portugaise de Liampo, à Ningbo, en Chine, il prétend prendre part à la première expédition portugaise qui atteint le Japon à Tanegashima, en 1543, et qui introduit les armes de poing au Japon.
En réalité, il n'est pas impossible que Mendes Pinto ait tronqué son parcours pour s'attribuer la primauté de ces contacts. En effet, s'il est certain qu'il a bien basculé en mer de Chine au début des années 1540, et qu'il a bien séjourné au Japon, un autre passage de son récit le situe toujours dans les royaumes birmans à ce moment. Nous savons que les premiers Portugais à atteindre le Japon en 1543 ont été Antonio Mota et Francisco Zeimoto, un peu avant que Fernão Mendes Pinto bascule dans la région, et tout porte à croire que ce dernier a atteint le Japon l'année suivante, dans leur sillage, peut-être informé par eux. Ce procédé littéraire de modification du vécu, d'appropriation des expériences, et de mutualisation des parcours et des récits, destiné à densifier le vécu du narrateur, doit amener à lire cette épopée apparemment personnelle comme une épopée potentiellement collective, fruit d'un travail de composition, qui dépasse la seule personne de Mendes Pinto, et témoigne en réalité du parcours de toute une nation,. Il n'est par ailleurs par impossible que Mendes Pinto ait réellement été le premier Européen à avoir débarqué dans les provinces japonaises où il s'est rendu, et que ses interlocuteurs le lui aient dit.
Revenu à Goa, en janvier 1545, alors qu'il se prépare à retourner au Portugal avec Anjirō, un criminel japonais réfugié à Goa et devenu son ami, il rencontre saint François Xavier, missionnaire jésuite en Orient. Influencé par sa personnalité, il décide d'entrer dans la Compagnie de Jésus et de promouvoir une mission jésuite au Japon. Il libère ses esclaves, lègue toutes ses richesses à la Compagnie, et s'y rend donc, comme novice et comme ambassadeur du Vice-Roi D. Afonso de Noronha auprès du daimyo de Bungo, sur l'île de Kyushu. Il navigue en compagnie du Père Belchior Nunes. Mais le voyage est un désenchantement pour lui, en raison du comportement de son compagnon, et du fonctionnement de la Compagnie. Cette partie de sa vie, dont il ne reste pas un mot dans sa Pérégrination, ne nous est connue que par le témoignage du père Francisco de Sousa, dans son histoire de la Compagnie de Jésus, l'Oriente conquistado, publié à Lisbonne en 1710. Au terme de sa mission, déçu, Mendes Pinto abandonne le noviciat et décide de retourner au Portugal. Après une longue absence de vingt-et-un ans, il arrive à Lisbonne le 22 septembre 1558, la veille de ses cinquante ans.

## Fin de vie à Almada et publication de l'œuvre

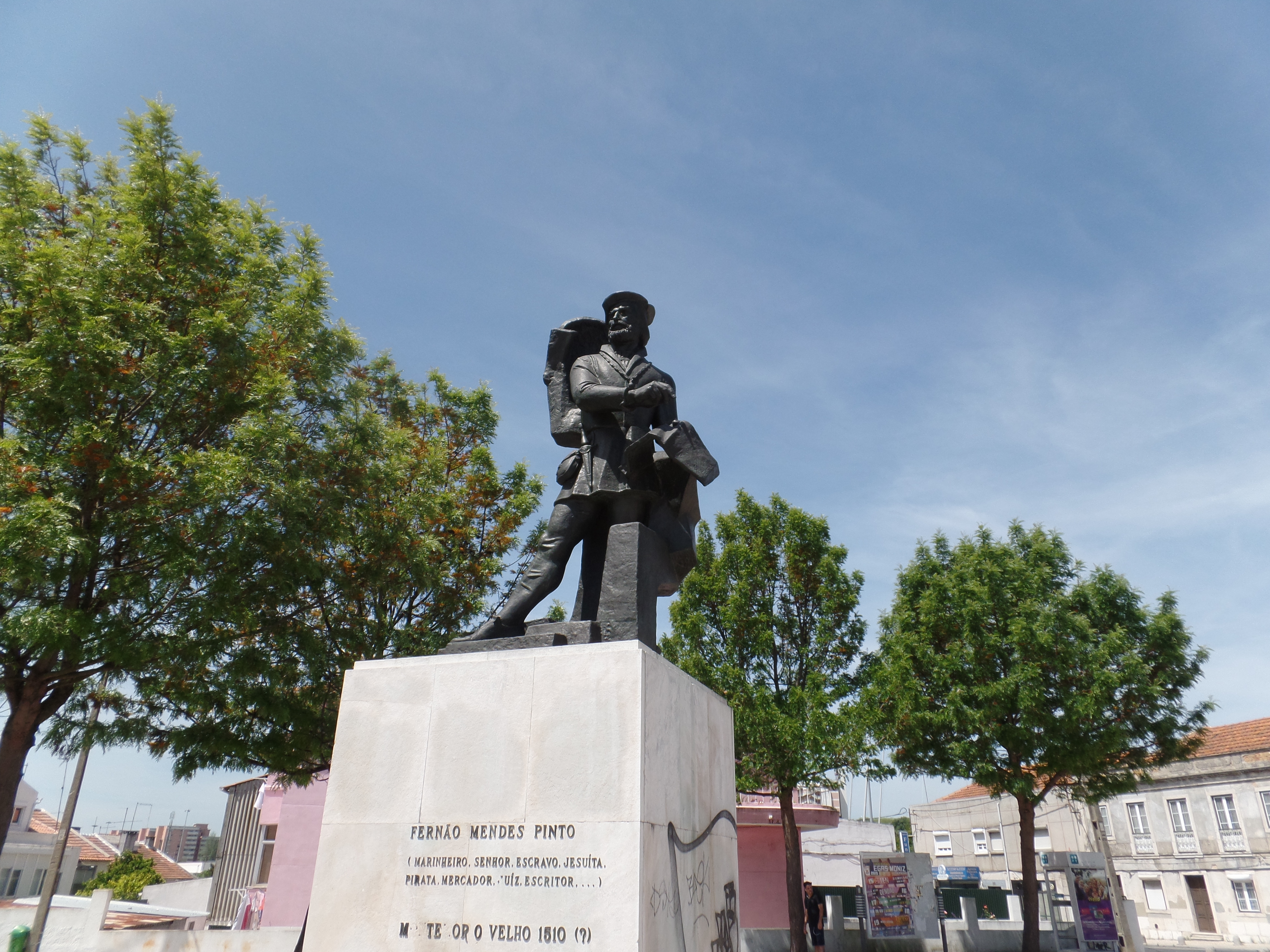
Statue de Fernão Mendes Pinto, à Pragal, dans la ville d'Almada, au Portugal.

Au Portugal, Mendes Pinto parvient à se procurer des documents prouvant les sacrifices consentis pour la patrie en Orient avec l'aide de l'ancien gouverneur des Indes Francisco Barreto. Ceux-ci lui donnent théoriquement droit à une pension, qu'il finit par ne jamais recevoir. Désillusionné, il s'installe au Vale de Rosal, à Almada, où il réside jusqu'à sa mort, consulté comme spécialiste des questions orientales, et où il écrit, entre 1570 et 1578, l'œuvre monumentale qu'il lègue à ses enfants, la Pérégrination. 
Celle-ci n'est éditée que trente ans après la mort de l'auteur, en 1614, et l'on redoute que l'original n'ait souffert quelques altérations, des coupures notamment, auxquelles les jésuites ne seraient pas étrangers,. En dépit de la censure, l'ouvrage, écrit dans un style populaire très libre, reste un roman autobiographique dense, inclassable, à la fois récit de voyage, roman initiatique, épopée en prose, roman picaresque, constitué d'aventures, d'anecdotes, d'observations très pointues, de réflexions, de témoignages directs ou indirects. 
Écrit par un homme du peuple, le livre conserva, à tous égards, un caractère extraordinaire, tant sur la forme que sur le fond, au point qu'on ne croit pendant longtemps pas à la véracité de ses propos. Cet aspect inclassable et surprenant font que le nom de l'auteur se prête même par la suite à un jeu de mots : Fernão Mendes Minto, sous-entendant : Fernão, mentes ? Minto !, c'est-à-dire « Fernand Mendes Je-mens », ou « Fernand tu mens ? Oui je mens ! »

## Peregrinação (Peregrinaçam)
« Maintenant je vais vous raconter brièvement ce que nous avons traversé, n'en écrivant cependant pas le centième, parce que pour tout écrire, il faudrait que la mer fût de l'encre, et le ciel du papier. »
D'un point de vue historique, Mendes Pinto vit ses aventures au point culminant de l'expansion maritime portugaise, tout en assistant à la paradoxale décadence interne du pays. Pendant la seconde partie de sa vie, le Portugal s'associe à l'Espagne en la personne de Philippe I de Habsbourg (Philippe II d'Espagne (1556-1598)), après le désastre de la bataille d'Alcacer Québir (Ksar El-Québir). La puissance de l'Inquisition, instituée par décret papal de Paul III en 1536, un an avant le départ de l'auteur, et effective au Portugal en 1547, sur les instances du roi Jean III, devient de plus en plus importante et pesante.
Selon toute vraisemblance, la Pérégrination est écrite entre 1569 et 1578, cette date étant indiquée dans l'œuvre elle-même. Le texte original est déposé à la Casa Pia dos Penitentes, la « maison pieuse des Pénitents », qui ne le publie que trente et un ans après la mort de l'auteur. La diffusion différée du livre est peut-être due au départ à la peur de Mendes Pinto lui-même face à l'Inquisition, en raison de certains passages très critiques et relativistes, et ensuite à celle de ses descendants.
Si l'on se replace dans le contexte de l'époque, cette peur est à bien des égards justifiée, l'auteur étant une figure publique reconnue, et de fait, dans la version imprimée on remarque beaucoup de phrases effacées ou corrigées, ainsi que la complète disparition des références à la Compagnie de Jésus, un des ordres religieux les plus actifs en Orient, dont Mendes Pinto a fait partie. Les dimensions de l'œuvre, plus de 700 pages écrites d'un bloc, sont aussi un obstacle considérable à cette époque, surtout sans l'aide financière d'une institution ou d'un mécène.
Malgré tout, en 1603, alors qu'apparaissent les premiers accrocs entre Portugais et Castillans, et que les Portugais s'efforcent de revaloriser leur culture et leur histoire, la Casa Pia soumet les écrits de Mendes Pinto au crible de l'Inquisition, qui l'autorise cette même année. Il faut encore attendre une dizaine d'années, pour que le fameux éditeur Pedro Craesbeeck accepte sa publication en 1614. Le livre, organisé par le frère Belchior Faria, est alors publié sous le titre suivant :

« "Peregrination de Fernam Mendez Pinto où il rend compte de très nombreuses et très étranges choses qu'il a vues & entendues dans le royaume de Chine, dans celui de Tartarie, celui de Sornau, que vulgairement on nomme Siam, celui de Calamignan, celui de Pegu, celui de Martaban, & en d'autres nombreux royaumes & seigneuries des régions orientales, dont il n'y a, dans les nôtres d'Occident, que très peu ou pas de nouvelles. Et rend compte également de nombreuses aventures particulières arrivées tant à lui qu'à de nombreuses autres personnes. Et à la fin il traite brièvement des certaines choses, & de la mort du Saint Père François xavier, unique lumière & flambeau de l'Orient, et recteur universel en ces régions de la Compagnie de Jésus." »

Considérée immédiatement comme un chef-d’œuvre faisant la synthèse du siècle d'or passé, la Pérégrination témoigne de la mentalité des Portugais qui sillonnent l'océan Indien et le Pacifique tout au long  du XVIe siècle, mélange singulier de savoir-faire militaire et naval, de sens de la débrouillardise, d'appât du gain, de ferveur religieuse, de pragmatisme, de sens tactique et d'esprit d'aventure, etc. Au fil des chapitres, les plus étonnantes aventures se succèdent à un rythme effréné dans les différents océans et royaumes asiatiques situés dans la zone d'influence du Portugal.

## Quelques mots nouveaux introduits dans la langue portugaise par Fernão Mendes Pinto
- Celá (n. f.) : Salat, oraison publique musulmane, prière dans l'islam. Cf. Pérégrination, V[22].
- Jau (n. m.) : 1. Habitant de Java ; Javanais. Peut aussi désigner une ancienne mesure itinérante de l'Inde. Le mot, déjà employé dans les chroniques royales et les rapports officiels, est popularisé par Mendes Pinto. Cf. Peregrinação, XLVIII[23].
- Lorcha (n. f.) : Petite embarcation légère, utilisée à Macao. Cf. Peregrinação, XL e LXIII[24].
- Lanteia (n. f.) : Anc. Embarcation asiatique, similaire à la fuste et à la lorcha. Cf. Peregrinação, XLIV e LXIII[25].
- Menecório (adj.) : Fâché, colérique. Dérivé de menecoria, « mélancolie ». Peut-être d'usage populaire, seule utilisation littéraire attestée. Pérégrination, VI.

## Divers
- La Pérégrination figure à la septième place sur la "Liste des 50 œuvres essentielles de la littérature portugaise" établie en 2016 par le très prestigieux Diário de Notícias[6].
- La vie et l’œuvre de Fernão Mendes Pinto ont fait l'objet d'innombrables documentaires télévisuels et audiolivres[26] dans le monde lusophone, notamment dans les émissions Grandes Livros[27], Ensina RTP[28], etc.
- En raison de plusieurs passages critiques vis-à-vis de la politique et de l'action des Portugais en Orient, le livre Pérégrination a très souvent été censuré ou publié dans des éditions épurées jusqu'au XXe siècle au Portugal.
- La Pérégrination a fait l'objet d'une adaptation scénique dans un spectacle de marionnettes du Teatro de Formas Animadas, mis en scène et réalisé par Marcelo La Fontana, qui effectue des tournées dans toute l'Europe[29],[30].
- La vie et l’œuvre de Fernão Mendes Pinto sont régulièrement l'objet d'études universitaires un peu partout dans le monde en histoire, en anthropologie, en géographie, en sociologie, en sémantique et en littérature[31],[3],[5].
- La Pérégrination a été qualifiée de « Livre de l’Éblouissement » par les conservateurs de la Bibliothèque Générale de l'université de Coimbra. À l'instar de Don Quichotte, ce chef-d’œuvre singulier est considéré par beaucoup comme « le plus prodigieux banquet de fantaisie de la littérature portugaise »[5].
- La Pérégrination a été adaptée au cinéma en 2017 sous forme de long métrage par le cinéaste portugais João Botelho. Reprenant les séquences les plus marquantes du roman de Mendes Pinto, João Botelho a conçu son film sous la forme d'un voyage fabulé et fabuleux « dans le monde entier », en s'efforçant de faire le lien avec « le Japon, avec la Chine, avec Macao »[32],[33]. Profitant du fait que la trame du roman se passe au cœur de l'empire portugais, à l'époque de l'äge d'or du Portugal, le film a également été conçu comme une œuvre de reconstitution historique, dont les détails, navires, armement, vêtements et même langage, ont été particulièrement soignés. Parmi les différents personnages du roman, le rôle de Mendes Pinto est joué par l'acteur portugais Cláudio da Silva, qui joue aussi le rôle de son alter ego le pirate António Faria. Le film, qui a reçu un bon accueil critique au Portugal, a remporté trois prix Sophia (prix récompensant les meilleures œuvres du cinéma portugais) pour la "Meilleure caractérisation", les "Meilleurs effets spéciaux" et les "Meilleurs costumes", ainsi que huit nominations, dans des catégories telles que "Meilleur film", "Meilleur réalisateur", "Meilleur adaptation d'un texte littéraire", et "Meilleur acteur" (pour Cláudio da Silva). Le film a également été nommé au prix Áquila (Prix récompensant les meilleures œuvres de la télévision et du cinéma portugais), dans la catégorie "Meilleur second rôle féminin" pour Catarina Wallenstein, qui joue le rôle de D. Maria Correia de Brito[34].